# Tillamook (Oregon)
Tillamook ist eine Kleinstadt und County Seat des Tillamook County im US-Bundesstaat Oregon mit 5.204 Einwohnern (Stand 2020).
Die Stadt liegt am südöstlichen Ende der Bucht Tillamook Bay am Pazifischen Ozean. Sie wurde nach dem indigenen Volk der Tillamook, einem Stamm der Salish, benannt.

## Geschichte
Im Jahr 1788 ankerte unter Kapitän Robert Gray erstmals ein amerikanisches Schiff in der Tillamook Bay. Die Besiedlung des späteren Ortes Tillamook begann dann im Jahr 1851. Das erste Geschäft eröffnete 1862; von 1866 an, als eine Poststelle eingerichtet wurde, bekam der Ort endgültig den Namen Tillamook. Er wurde 1873 zum County Seat gewählt und 1891 als City eingetragen.
Eine zuletzt von der Port of Tillamook Bay Railroad betriebene Eisenbahnlinie führte seit 1911 von Tillamook über das Küstengebirge ins Zentrum Oregons. Diese Bahn musste nach schweren Sturmschäden 2007 eingestellt werden.

## Wirtschaft
Der Hauptwirtschaftszweig des Ortes ist Landwirtschaft. Es wird vor allem Milchvieh gehalten, das die Käsefabrik beliefert.
Ferner profitiert Tillamook von durchreisenden Touristen, die zum Pazifik fahren.
Fünf Kilometer südlich der Stadt liegt der Tillamook Airport. Am Flugplatz befindet sich auch das Tillamook Air Museum, welches sich im ehemaligen Blimp Hangar B der Naval Air Station Tillamook der US Navy aus dem Zweiten Weltkrieg befindet. Der Hangar selbst ist als eine der weltweit größten freitragenden Holzkonstruktionen im National Register of Historic Places eingetragen. Hangar A wurde 1992 bei einem Feuer zerstört.

## Geographie
Tillamook hat eine Fläche von 4,0 km². Das Siedlungsgebiet konzentriert sich auf das Gebiet zwischen dem Trask River, der von Südosten her an der Stadt entlang fließt und dem von Osten nach Westen mäandrierenden Hoquarten Slough.
U.S. Highway 101 führt auf der Main Avenue südwärts und auf der Pacific Avenue nordwärts durch das Zentrum des Ortes; an der Kreuzung mit der 3rd Street endet von Oceanside im Westen kommend Oregon State Route 131 und beginnt Oregon State Route 6, die ostwärts zum U.S. Highway 26 nach Portland führt.

## Demographie
Zum Zeitpunkt des United States Census 2000 bewohnten Tillamook 4352 Personen. Die Bevölkerungsdichte betrug 1091,1 Personen pro km². Es gab 1898 Wohneinheiten, durchschnittlich 475,9 pro km². Die Bevölkerung Tillamooks bestand zu 92,56 % aus Weißen, 0,16 % Schwarzen oder African American, 1,22 % Native American, 0,71 % Asian, 0,16 % Pacific Islander, 3,42 % gaben an, anderen Rassen anzugehören und 1,77 % nannten zwei oder mehr Rassen. 11,12 % der Bevölkerung erklärten, Hispanos oder Latinos jeglicher Rasse zu sein.
Die Bewohner Tillamooks verteilten sich auf 1768 Haushalte, von denen in 33,3 % Kinder unter 18 Jahren lebten. 44,7 % der Haushalte stellten Verheiratete, 12,5 % hatten einen weiblichen Haushaltsvorstand ohne Ehemann und 37,1 % bildeten keine Familien. 32,1 % der Haushalte bestanden aus Einzelpersonen und in 13,1 % aller Haushalte lebte jemand im Alter von 65 Jahren oder mehr alleine. Die durchschnittliche Haushaltsgröße betrug 2,46 und die durchschnittliche Familiengröße 3,08 Personen.
Die Bevölkerung verteilte sich auf 29,2 % Minderjährige, 9,4 % 18–24-Jährige, 28,1 % 25–44-Jährige, 19,6 % 45–64-Jährige und 13,6 % im Alter von 65 Jahren oder mehr. Das Durchschnittsalter betrug 33 Jahre. Auf jeweils 100 Frauen entfielen 96,0 Männer. Bei den über 18-Jährigen entfielen auf 100 Frauen 92,1 Männer.
Das mittlere Haushaltseinkommen in Tillamook betrug 29.875 US-Dollar und das mittlere Familieneinkommen erreichte die Höhe von 36.351 US-Dollar. Das Durchschnittseinkommen der Männer betrug 28.458 US-Dollar, gegenüber 20.801 US-Dollar bei den Frauen. Das Pro-Kopf-Einkommen belief sich auf 15.160 US-Dollar. 15,4 % der Bevölkerung und 11,8 % der Familien hatten ein Einkommen unterhalb der Armutsgrenze, davon waren 18,2 % der Minderjährigen und 14,8 % der Altersgruppe 65 Jahre und mehr betroffen.

## Persönlichkeiten
- Earl Scheelar (1929–2023), Jazzmusiker
- Bridget Marquardt (* 1973), Model und Schauspielerin